# Amud 1
Amud 1 è il fossile di uno scheletro di un ominide della specie Homo neanderthalensis scoperto nella Grotta di Amud in Israele nel 1961 da Hisashi Suzuki.

## Descrizione
L'altezza dell'individuo è stata stimata di 178 cm, la più alta degli altri Neaderthal ad oggi ritrovati, e il cranio ha una capacità di 1736, la più capace ad oggi misurata.